# Lopezville
Lopezville è un census-designated place degli Stati Uniti d'America situato nella contea di Hidalgo dello Stato del Texas.
La popolazione era di 4.333 persone al censimento del 2010. Fa parte dell'area metropolitana di McAllen–Edinburg–Mission.

## Geografia fisica
Lopezville è situata a 26°14′45″N 98°09′23″W (26.245789, -98.156402).
Secondo lo United States Census Bureau, ha un'area totale di 1,8 miglia quadrate (4,7 km²).

## Società

### Evoluzione demografica
Secondo il censimento del 2000, c'erano 4.476 persone, 1.035 nuclei familiari e 963 famiglie residenti nella città. La densità di popolazione era di 2.520,5 persone per miglio quadrato (970,9/km²). C'erano 1.117 unità abitative a una densità media di 629,0 per miglio quadrato (242,3/km²). La composizione etnica della città era formata dal 91,35% di bianchi, lo 0,20% di afroamericani, lo 0,04% di asiatici, il 7,19% di altre razze, e l'1,21% di due o più etnie. Ispanici o latinos di qualunque razza erano il 98,19% della popolazione.
C'erano 1.035 nuclei familiari di cui il 61,4% aveva figli di età inferiore ai 18 anni, il 70,3% aveva coppie sposate conviventi, il 16,7% aveva un capofamiglia femmina senza marito, e il 6,9% erano non-famiglie. Il 6,3% di tutti i nuclei familiari erano individuali e il 3,0% aveva componenti con un'età di 65 anni o più che vivevano da soli. Il numero di componenti medio di un nucleo familiare era di 4,32 e quello di una famiglia era di 4,49.
La popolazione era composta dal 40,0% di persone sotto i 18 anni, il 14,7% di persone dai 18 ai 24 anni, il 26,2% di persone dai 25 ai 44 anni, il 14,3% di persone dai 45 ai 64 anni, e il 4,8% di persone di 65 anni o più. L'età media era di 23 anni. Per ogni 100 femmine c'erano 98,8 maschi. Per ogni 100 femmine dai 18 anni in giù, c'erano 92,1 maschi.
Il reddito medio di un nucleo familiare era di 17.935 dollari e quello di una famiglia era di 19.149 dollari. I maschi avevano un reddito medio di 12.563 dollari contro i 15.518 dollari delle femmine. Il reddito pro capite era di 5.254 dollari. Circa il 46,1% delle famiglie e il 54,0% della popolazione erano sotto la soglia di povertà, incluso il 58,5% di persone sotto i 18 anni e il 30,8% di persone di 65 anni o più.